# ماري كريستي
ماري كريستي (بالفرنسية: Mary Cristy)‏ هي مغنية وممثلة فرنسية، ولدت في 21 يوليو 1952 في لوكسمبورغ.

## وصلات خارجية
- ماري كريستي على موقع IMDb (الإنجليزية)
- ماري كريستي على موقع ميوزك برينز (الإنجليزية)
- ماري كريستي على موقع ميوزك برينز (الإنجليزية)
- ماري كريستي على موقع ديسكوغز (الإنجليزية)
- ماري كريستي على موقع ديسكوغز (الإنجليزية)
- ماري كريستي على موقع قاعدة بيانات الفيلم (الإنجليزية)